# Zhang Yawen
Zhang Yawen (n. 9 martie 1985, Chongqing, Sichuan, Republica Populară Chineză) este o jucătoare de badminton chineză, medaliată olimpică. A participat la o ediție a Jocurilor Olimpice (2008) în care a câștigat o medalie de bronz.